# Elise und Georg Heinrich Crola

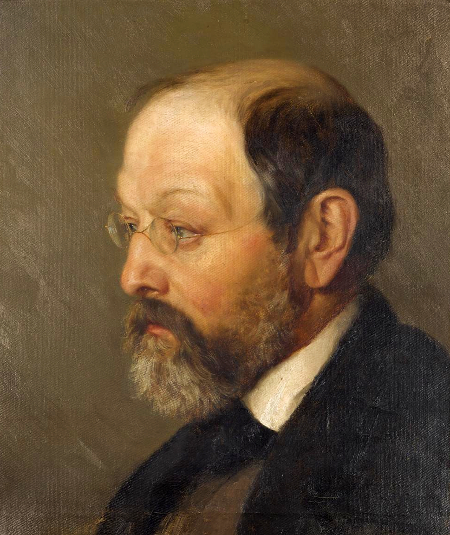
Georg Heinrich Crola, 1865 gemalt von Hugo Crola

Elisabeth Concordia „Elise“ Crola, geb. Fränkel, (* 28. September 1809 in Berlin; † 8. Juli 1878 in Ilsenburg) und Georg Heinrich Crola (eigentlich Croll), (* 6. Juni 1804 in Dresden; † 6. Mai 1879 in Ilsenburg) waren ein deutsches Künstlerehepaar und als Maler und Zeichner schöpferisch tätig. Ihr Sohn Hugo Crola (1841–1910) war ebenfalls Maler.

## Biographie

### Elisabeth Concordia Fränkel
Elise war die zweite von drei Töchtern des Berliner Bankiers Joseph Maximilian Fränkel (1788–1857) und dessen Ehefrau Caroline Sophie Elisabeth von Halle. Im Fränkelschen Haus wurde die Kunst verständnisvoll gepflegt und es stand den Berliner Künstlern jederzeit offen. So hatte die junge Elise schon früh Kontakt zu so bekannten Männern wie Carl Joseph Begas, dem Vater von Reinhold Begas, Christian Daniel Rauch, Friedrich Wilhelm von Schadow, der ein enger Freund des Vaters war, den Malern Eduard Bendemann, Julius Hübner und anderen. Sie zeigte sich begabt und erhielt schon sehr früh Zeichenunterricht bei dem Maler Zimmermann. Wilhelm von Schadow riet den Eltern dringend, dem talentierten Mädchen eine systematische künstlerische Ausbildung angedeihen zu lassen.
Die religiös-philosophische Erziehung erhielt Elise durch Friedrich Schleiermacher, der zu dieser Zeit bereits Professor für Theologie an der Friedrich-Wilhelm-Universität war.
Die künstlerische Entwicklung von Elise erfuhr eine Unterbrechung, als sie, entgegen dem Willen des Vaters, mit 18 Jahren (am 21. März 1827) den 16 Jahre älteren Freiherrn Karl Heinrich Ludwig von Weiher (1793–1879) heiratete. Dieser war preußischer Offizier, ab 1828 Gutsbesitzer von Groß-Boschpol in Pommern und der älteste Sohn des Landrats der Kreise Lauenburg und Bütow, Ernst Carl Ludwig von Weiher (1751–1814), aus dessen zweiter Ehe mit Dorothea Friederike von Weiher (gest. 1865), verwitwete von Dorne, geb. von Heller. Die kinderlose Ehe mit Elise Fränkel wurde 1836 wieder geschieden.
Nach der Trennung zog sich die junge Frau immer mehr zurück und widmete sich, abgeschieden auf dem Lande, gänzlich der künstlerischen Arbeit. Ihr Wahlspruch war „Arbeit bringt Segen“. Ganz besonders liebte sie den Harz und das Ilsetal, wo sie sehr viel zeichnete, und nahm in Ilsenburg Quartier.

### Georg Heinrich Crola

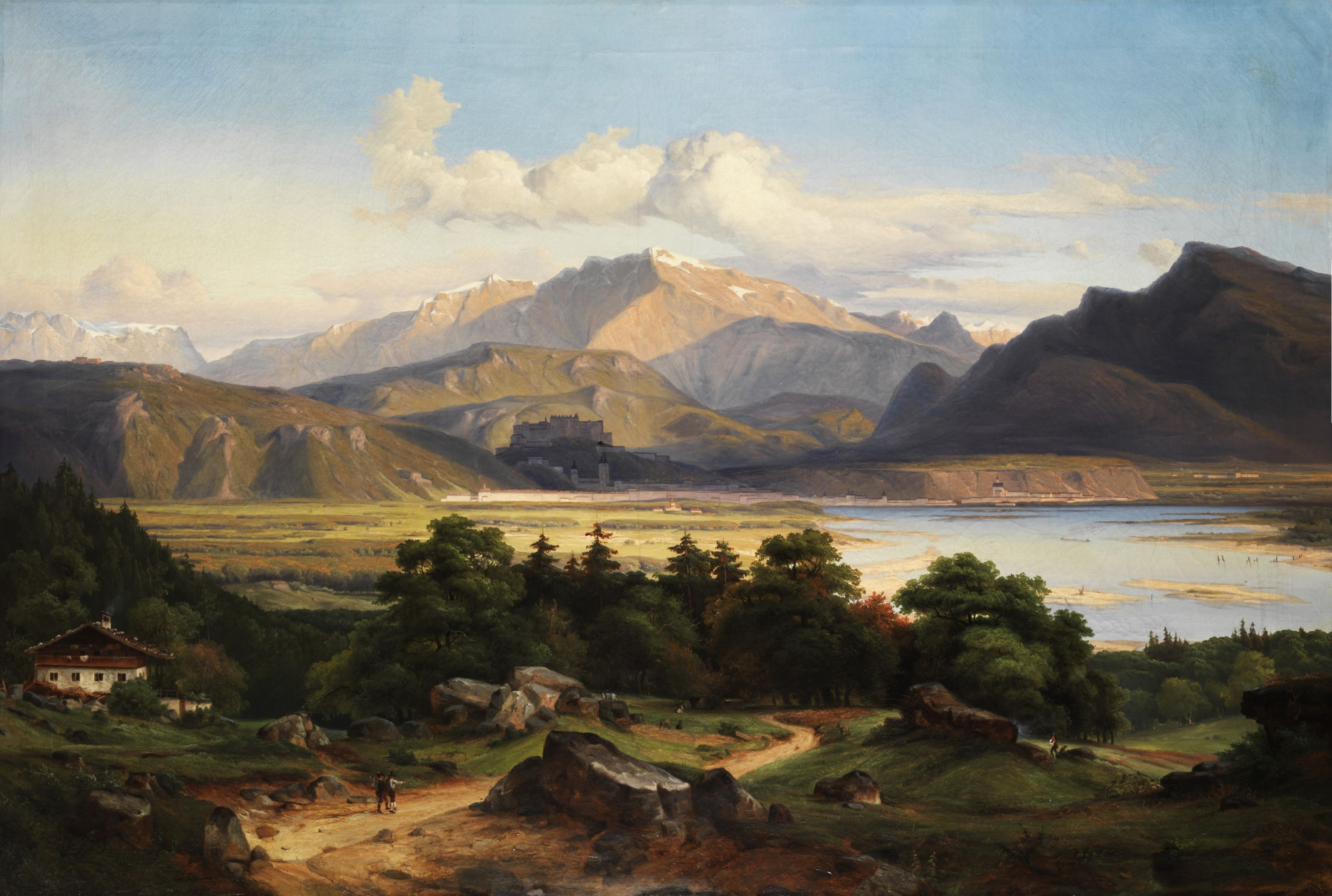
Georg Heinrich Crola: Große Landschaft am Inn.

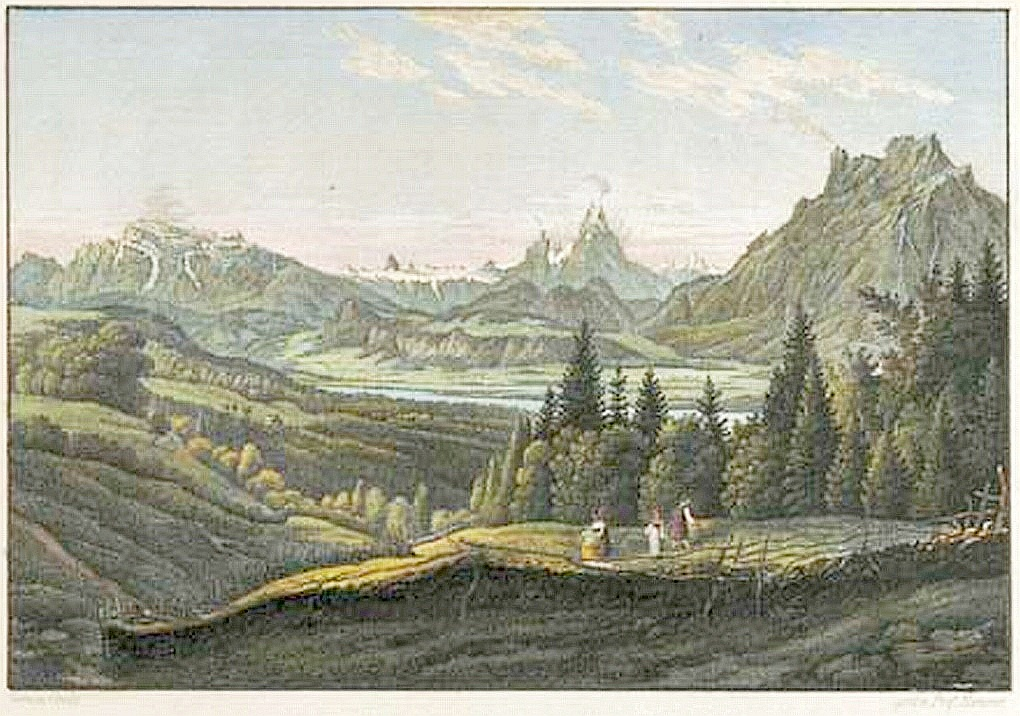
Georg Heinrich Crola: In der Umgebung von Salzburg.

Georg Heinrich, Sohn des Dresdner Großkaufmannes Croll, verlor bereits im Alter von vier Jahren seine Eltern und wuchs bei den Eltern seiner Mutter in Meißen auf. Der Großvater Johann Karl Maucksch war Porzellan-, Bataillen-, Vieh-, Jagd-, Landschafts- und Architekturmaler an der Königlich-Sächsischen Porzellan-Manufaktur, gleichzeitig auch Zeichenlehrer an der Meißener Fürstenschule St. Afra.
Der junge Heinrich litt bereits als Kind an einem Augenleiden und musste oft der Schule fernbleiben, hielt sich aber viel im Freien auf. So durchstreifte er häufig die landschaftlich reizvolle Umgebung von Meißen und bekam einen Blick für die Schönheiten der Natur. Abends in seiner Dachkammer hielt er die Eindrücke des Tages auf dem Zeichenkarton fest, was er vor dem Großvater aber zunächst verheimlichte.
Als Heinrich 17 Jahre alt war, kam der Großvater schließlich doch hinter das Geheimnis seines Enkels und meldete ihn bei den Dresdner Malern Johann Christian Klengel und Johann David Schubert an, die ihn in ihre Obhut nahmen und auch die Möglichkeit gaben, an der Dresdner Akademie zu hospitieren.
Um in Dresden Quartier zu nehmen, fehlten Heinrich die Mittel, und so wanderte er mehrmals in der Woche von Meißen nach Dresden und zurück, was sein Verständnis für die Landschaft und insbesondere den Blick dafür, wie sich die immer gleiche Umgebung zu den verschiedenen Tages- und Jahreszeiten veränderte, außerordentlich schärfte.
1822 starb der Großvater. Heinrich wäre begabt genug gewesen, um dessen Stellungen an der Porzellanmanufaktur und der Fürstenschule zu übernehmen und sich so ein festes Einkommen zu sichern, aber er wollte lieber „Schlachtenmaler“ werden und meinte, es wäre von Vorteil, sich als Freiwilliger bei der preußischen Artillerie in Berlin anzumelden. Diese wollten ihn aber nicht.
Heinrich wanderte, sich gitarrespielend die Mahlzeiten verdienend, zurück nach Meißen und änderte seinen Namen in Crola, um dem sächsischen Militärdienst zu entgehen. Er gab Zeichenunterricht und setzte seine Dresdner Studien fort.
1825 siedelte Heinrich nach Dresden um. Hier wurde er Schüler von Caspar David Friedrich und Johan Christian Clausen Dahl und wuchs in den berühmten Kreis der Dresdner Romantiker hinein. Für seinen Lebensunterhalt musste er allerdings als Dosenmaler bei einem Dresdner Fabrikanten arbeiten und so war es ein Glücksumstand, dass 1828 der Herzog von Coburg-Gotha beim sächsischen Kronprinzen einige Arbeiten Crolas sah, die ihm besonders gut gefielen. So erhielt Heinrich den Auftrag, Schlösser und Landschaften in der Umgebung von Gotha zu malen.
Bald aber bezeichnete er die Auftragsmalerei als „Kometenschwanzleben“, gab wiederum eine gesicherte Existenz auf, verließ 1828 Dresden und ging auf Wanderschaft. Die Schönheit des Harzes hatte es ihm besonders angetan, hier vor allem das Ausgangstal der Ilse und Ilsenburg, wo er sich eine Wohnung nahm.
Im Sommer 1829 erlaubte ihm Graf Henrich zu Stolberg-Wernigerode, seine Malerwerkstatt im Wernigeroder Schloss einzurichten. Mit den Werken aus dieser Zeit, vor allem dem Sonnenuntergang am Brocken und den Bildern vom Christianental bei Wernigerode, erzielte er einige Erfolge auf Kunstausstellungen in Hamburg und Dresden und konnte auch einige Bilder verkaufen.
Wiederum im Auftrag des Herzogs von Coburg-Gotha malte er nun in der Steiermark, im Salzkammergut und in Tirol, fand jetzt aber auch in München Käufer für seine Bilder und so verbrachte er dort ab 1830 einige erfolgreiche Jahre. 1838 führte ihn seine Wanderlust an den Rhein, wo er die Düsseldorfer Malerschule kennenlernte, weiter in den Teutoburger Wald und schließlich wieder nach Ilsenburg.
Als er erneut in sein altes Ilsenburger Quartier einziehen wollte, wohnte dort allerdings eine Baronin Weiher aus Berlin. Dieser Zufall war für die Crolas von schicksalhafter Bedeutung.

### Gemeinsames Leben

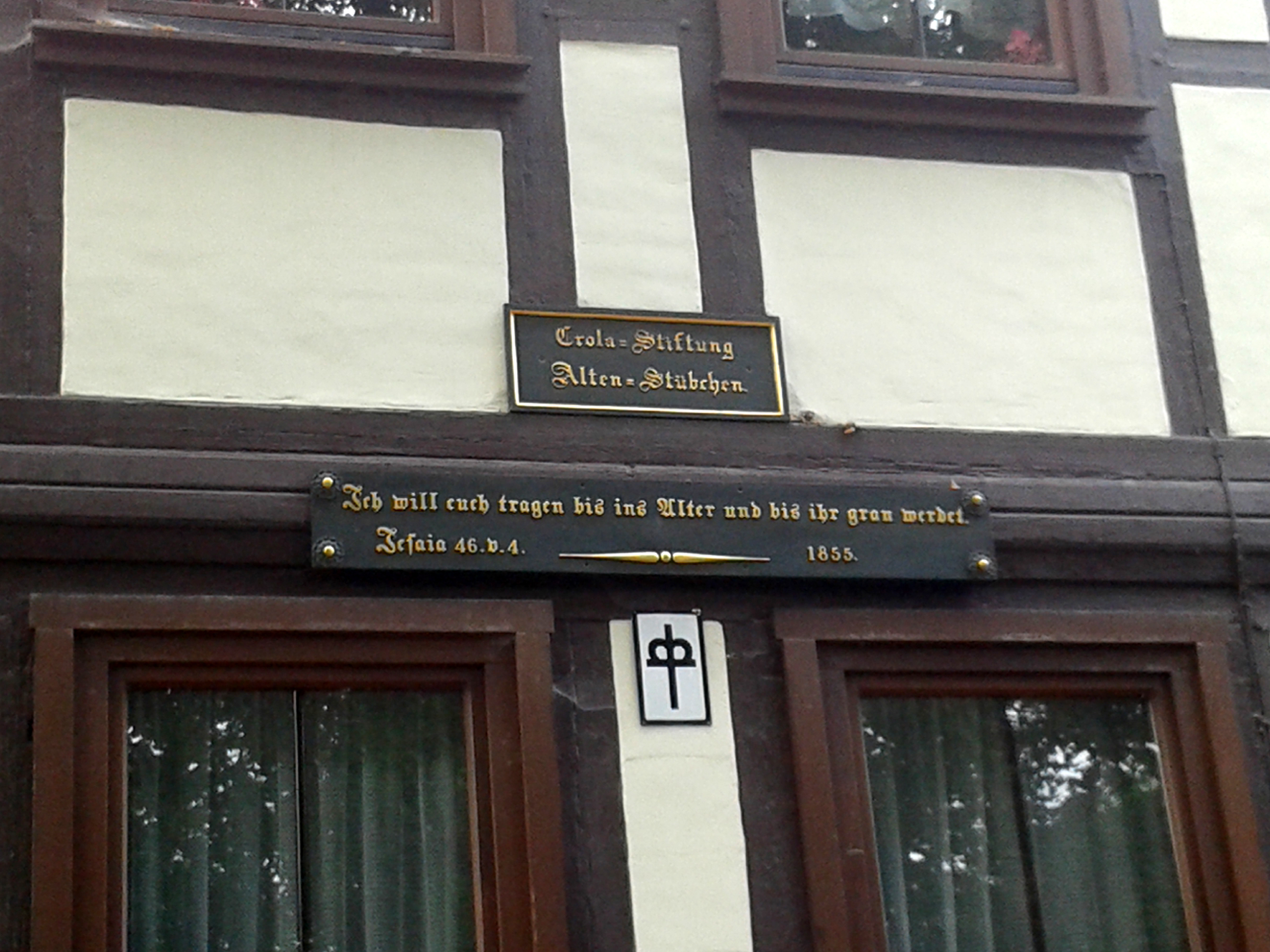
Tafeln erinnern am Haus in der Punierstraße in Ilsenburg an das „Altenstübchen“ der Crolas.

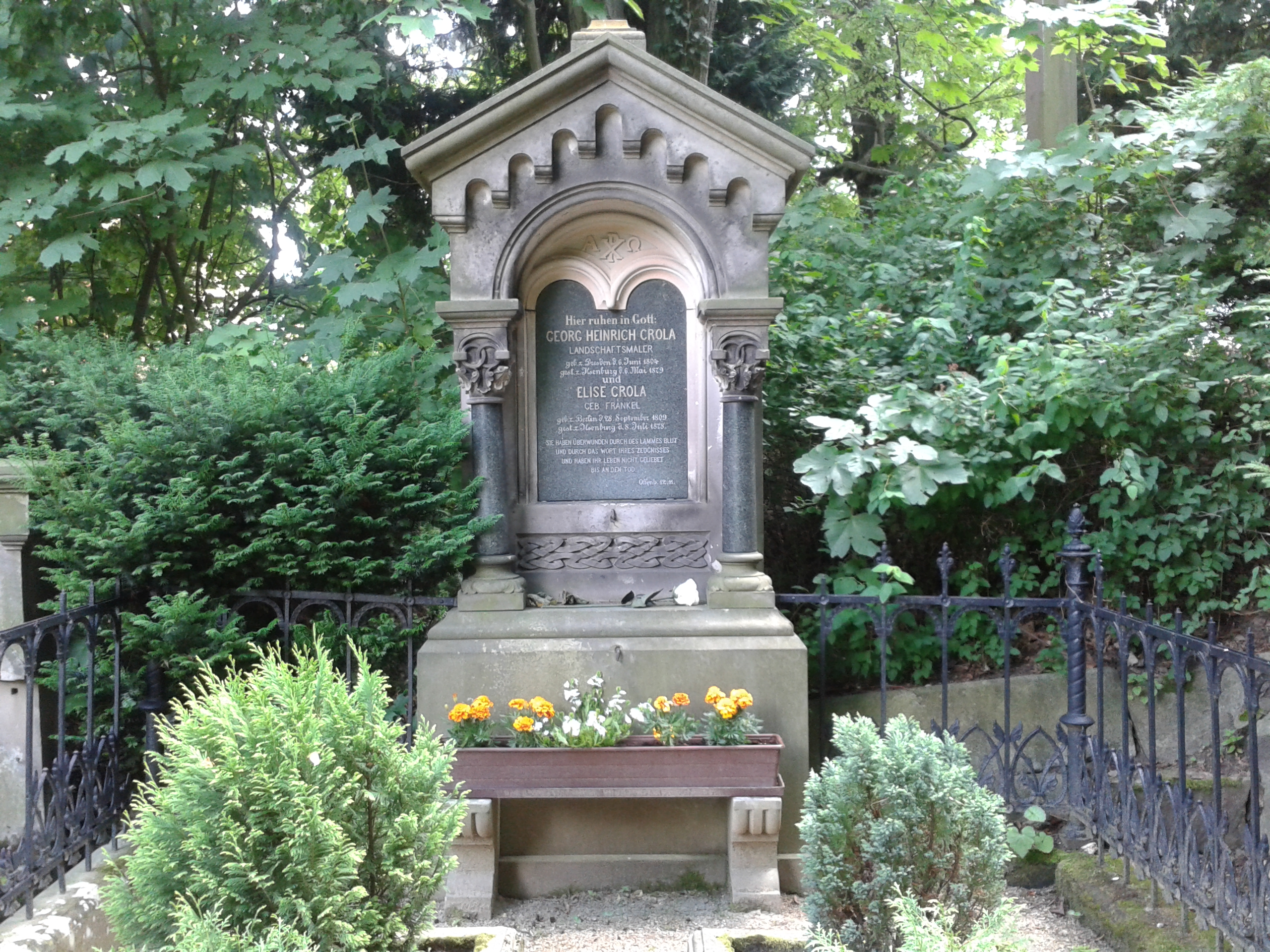
Das Crolagrab auf dem Kreuzfriedhof in der Schloßstraße in Ilsenburg

Der Maler Julius Hübner vermittelte Heinrich einen Besuch im Hause Fränkel in Berlin. Hier bewunderte er Bilder und Zeichnungen Elises, umso mehr, weil er bisher eigentlich keine hohe Meinung von malenden Frauen hatte.
Zwischen Elisabeth Concordia und Georg Heinrich entwickelte sich eine außerordentliche Zuneigung, die schließlich am 23. Oktober 1840 in den Bund der Ehe führte. Die Verbindung der beiden stand sowohl familiär als auch künstlerisch unter einem sehr glücklichen Stern.
1841 gebar Elise ihren ersten Sohn, den sie Hugo tauften und der später Historienmaler und Professor an der Düsseldorfer Malerschule wurde. Dem Erstling folgten vier weitere Geschwister, die das 1847 käuflich erworbene „Crola-Haus“ gegenüber dem Schloss von Ilsenburg mit Leben erfüllten, trotzdem fand das Ehepaar Crola Zeit für viele gemeinsame Reisen in die Schweiz, nach Italien und Norwegen und auch in Deutschland waren München, Berlin und Dresden oft besuchte Ziele. Zu vielen Künstlern unterhielten sie freundschaftliche Beziehungen, genannt seien hier nur Wilhelm von Kügelgen und Ludwig Richter, ihr Haus war stets ein Mittelpunkt des künstlerischen und gesellschaftlichen Lebens in der Grafschaft Wernigerode.
Aber auch sozial waren die Crolas sehr engagiert, so stiftete Elise z. B. ein „Altenstübchen“ in Ilsenburg.
Heinrich, der in späteren Jahren den Rufnamen Georg bevorzugte, konnte schließlich nur noch unter Einsatz starker Brillen arbeiten und so malte er 1867 sein letztes Bild. Es trägt den Titel „Blick auf das Ilsetal und den Brocken vom Hochofen aus“.
Im Alter von 68 Jahren starb Elise. Einige Zeit nach dem Tode seiner Frau erlitt Georg Heinrich einen Schlaganfall, von dem er sich zunächst erholte, dann aber verstarb er ohne akute Erkrankung.
Die beiden Crolas waren stets sehr religiös gewesen. Ihre letzte Ruhestätte liegt auf dem Ilsenburger Kreuzfriedhof am Fuße einer Kreuzigungsgruppe, eine Plastik, die von Adam Krafft in München gegossen worden war und welche die Crolas von ihren Reisen mitgebracht, restauriert und der evangelischen Gemeinde Ilsenburg gestiftet hatten.

## Werk
Das Gesamtwerk der Crolas ist umfangreich:
Von Elise gibt es weit über 2000 Zeichnungen, darunter sehr bekannt ein Zyklus aus der biblischen Geschichte. Sie schuf Porträts von Georg Wilhelm Friedrich Hegel, Ludwig Tieck und Henriette Herz, Friedrich Julius Stahl und Peter von Cornelius.
Weiterhin hat sie eine große Anzahl von Plastiken geschaffen, unter anderem auch eine Büste von Herders Enkelin Amalie, mit der sie befreundet war, und von B. A. Huber.
In der Gestaltung von Porzellangeräten, also Vasen und Geschirr, entwickelte Elise ebenfalls großes Geschick. So kaufte der preußische König Friedrich Wilhelm IV. persönlich ein großes Tafelgeschirr bei ihr und erhielt anlässlich seiner Silberhochzeit von den Crolas eine von Elise hergestellte, große etruskische Vase, auf der die Hochzeit zu Kana dargestellt war, zum Geschenk.
Georg Heinrich schuf etwa 270 Gemälde und viele Zeichnungen.
Die Werke der Crolas sind zu sehen u. a. in:
Schlossmuseum Wernigerode, Hüttenmuseum Ilsenburg, Kunsthalle Hamburg, Kunsthalle zu Kiel, Neue Pinakothek München, Sammlung Schaefer Schweinfurt.

## Ehrungen
- Vergabe des Straßennamens Elise-Crola-Straße in Wernigerode